# Cycloramphidae
Cycloramphidae (лат.) — семейство бесхвостых земноводных. До 2011 года входило в состав семейства свистуновых.

## Распространение
Являются эндемиками юго-восточной Бразилии.

## Классификация
На февраль 2023 года в семейство включают 2 рода и 37 видов:
- Cycloramphus Tschudi, 1838 — Дискоголовы (30 видов)
- Thoropa Cope, 1865 — Скальницы (7 видов)

## Фото

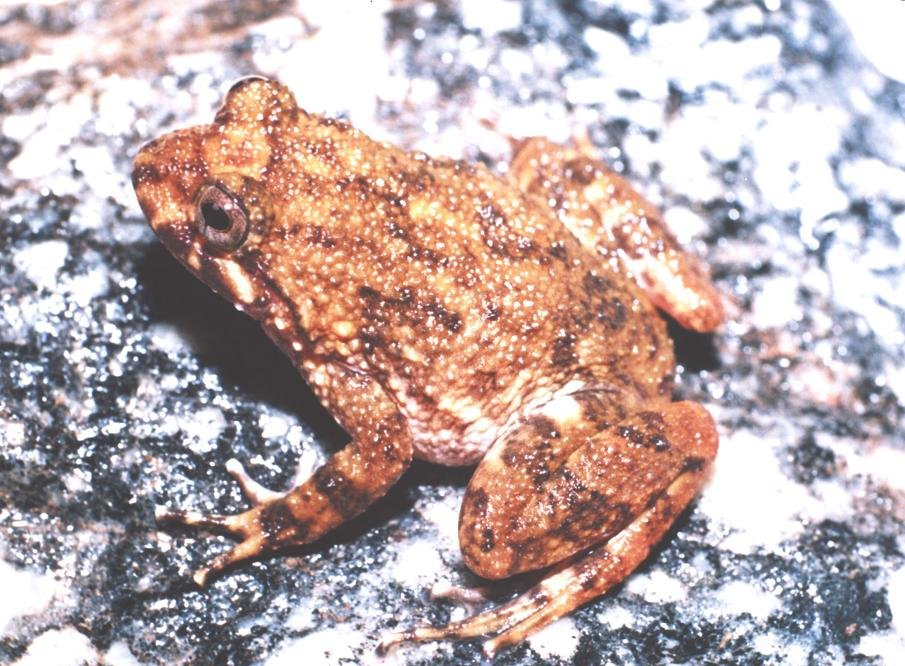
Cycloramphus boraceiensis
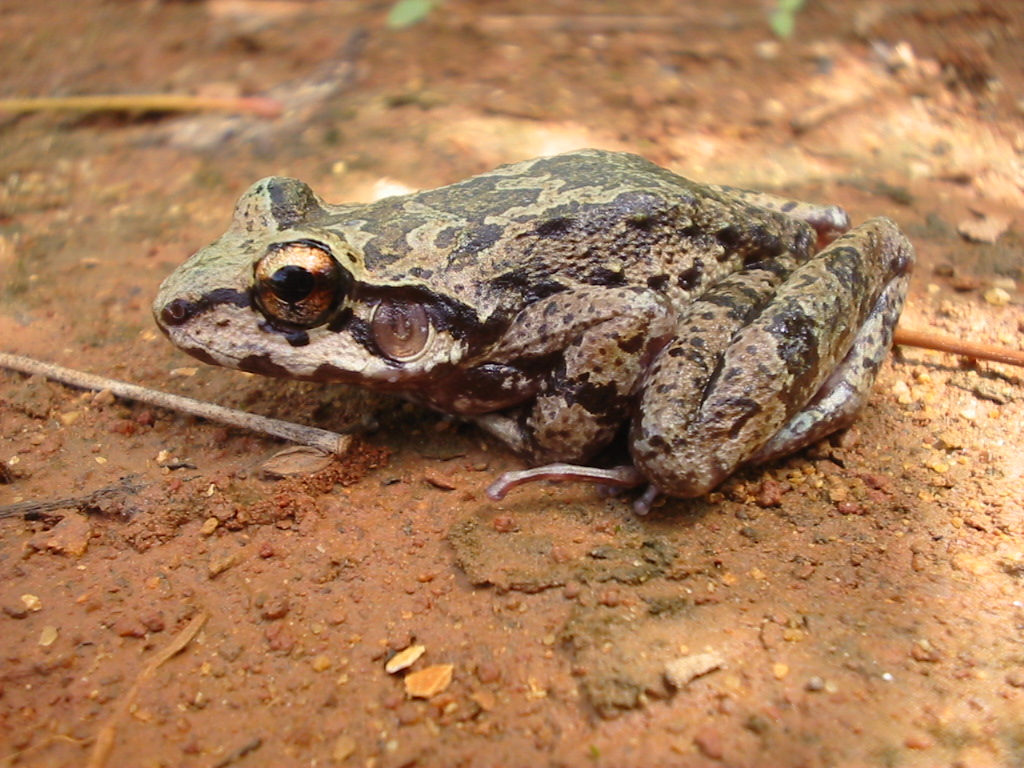
Thoropa miliaris
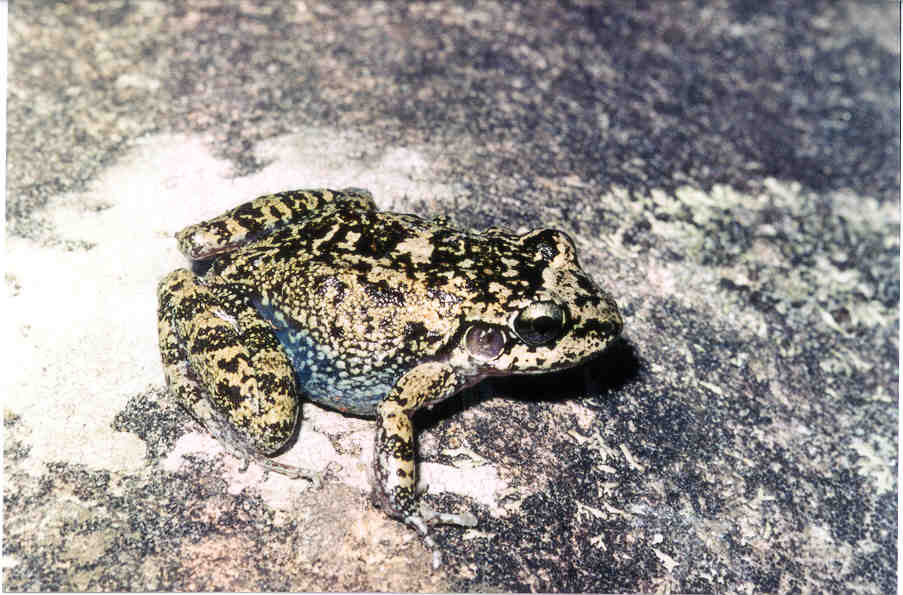
Thoropa megatympanum
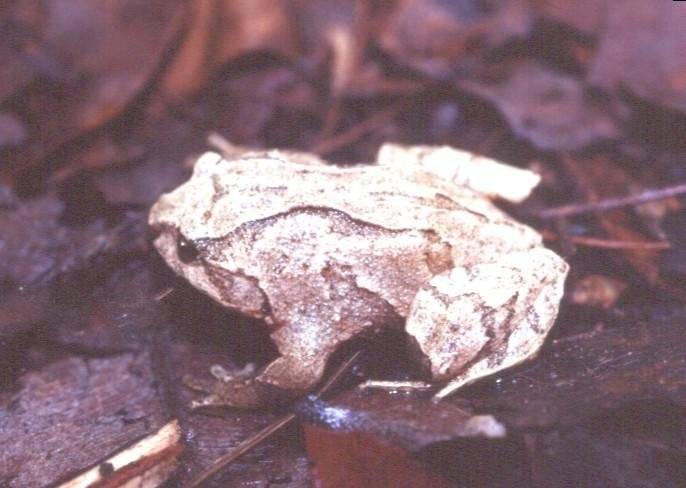
Zachaenus parvulus